# Joaquín Panichelli
Joaquín Panichelli (* 7. Oktober 2002 in Córdoba) ist ein argentinischer Fußballspieler. Der Stürmer steht aktuell bei Racing Straßburg unter Vertrag.

## Karriere
Panichelli wurde in Córdoba geboren und begann seine fußballerische Laufbahn beim örtlichen Klub Racing de Córdoba. Anschließend spielte er ebenfalls in seiner Heimatstadt für CA Belgrano und CD Atalaya. Im Februar 2020 wechselte er nach einem gescheiterten Probetraining bei Boca Juniors in die Jugendabteilung von River Plate.
Am 13. Januar 2023 wechselte Panichelli nach Spanien und unterschrieb einen dreieinhalbjährigen Vertrag beim Zweitligisten Deportivo Alavés. Zunächst wurde er der Reserve in der Segunda Federación zugeteilt. Sein Debüt für die Profimannschaft – und zugleich sein erstes Spiel im Profibereich – gab er am 5. Mai 2023, als er bei einem 1:1-Heimspiel gegen den FC Granada kurz vor Schluss für Miguel de la Fuente eingewechselt wurde.
Nach einer Knieverletzung gab Panichelli am 3. Februar 2024 sein La Liga-Debüt, als er bei der 1:3-Heimniederlage gegen den FC Barcelona in der Schlussphase für Samu Omorodion ins Spiel kam.
Am 19. August 2024 wurde er für eine Saison an den Zweitligisten CD Mirandés ausgeliehen. Dort erzielte er in 40 Ligaspielen 20 Tore und sicherte Mirandés die Teilnahme an den Play-offs um den Aufstieg in die Primera División.
Anfang August 2025 verpflichtete der französische Erstligist Racing Straßburg den Argentinier fest bis 2030.